# Claire Bidart
Claire Bidart, née en 1960 à Paris (France), est une sociologue française. Ses travaux portent sur la dynamique des réseaux personnels et les parcours de vie.

## Biographie
Claire Bidart défend sa thèse de doctorat à l'École des hautes études en sciences sociales, en 1993, sur l'amitié et la sociabilité, avant de devenir directrice de recherche au CNRS. Elle travaille dans un premier temps au Laboratoire d'analyse secondaire et de méthodes appliquées à la sociologie - Institut du longitudinal (LASMAS-IdL, Centre Maurice-Halbwachs), puis est depuis 2000 basée à Aix-en-Provence, au Laboratoire d'économie et de sociologie du Travail (LEST). Elle est habilitée à diriger des recherches en sociologie à l'Université de Toulouse depuis 2012 .
En 2020, Claire Bidart reçoit le prix Simmel de l’International Network for Social Network Analysis pour son travail sur les réseaux sociaux mené conjointement avec Michel Grossetti et Alain Degenne .

## Panel de Caen
Pendant 20 ans, entre 1995 et 2015, Claire Bidart a conduit une enquête longitudinale, "le Panel de Caen" . Il s'agit sans aucun doute de l'œuvre principale de la carrière de Claire Bidart, de par le temps qu'elle y a consacré et les personnes impliquées.
Cette étude consistait en l'interrogation répétée tous les trois ans, par l'intermédiaire des questionnaires et d'entretiens, d'une population de 87 jeunes entrant dans la vie adulte. L'interrogation tenait systématiquement place à leur lieu de domicile. Le suivi de cette cohorte lui a permis d'analyser les parcours et les transitions d’entrée dans la vie adulte, ainsi que de détailler les dynamiques relationnelles et les évolutions des réseaux personnels, tout en s'attachant à expliquer les relations existantes entre ces différents processus. Cette enquête a également servi à mettre en lumière les changements de projets, les bifurcations, la construction et l’évolution des rapports au travail, les changements dans la vie de couple et la vie de famille, les modes de sociabilité.
Lorsque l'enquête a débuté, en 1995, les jeunes individus interrogés avaient alors entre 17 et 23 ans. Ils étaient pour la plupart en classe de terminale, sur le point de passer un bac "ES" (économique et social) ou professionnel, ou bien en stage d'insertion. L'échantillon comportant moitié de filles, moitié de garçons. Puis ces mêmes personnes ont été réinterrogées en 1998, 2001, 2004, 2007. Malheureusement, la taille de l'échantillon s'est réduite au fil des années puisque respectivement 73, 66, puis 60 personnes ont répondu à l'enquête en 1998, 2001 et 2004. Enfin, une sixième vague d'enquête a eu lieu en 2015, ou les usagers facebook du panel ont été interrogés.

## Fonctions institutionnelles
Claire Bidart occupe plusieurs responsabilités au sein d'institutions différents :
- Membre du réseau thématique n°26 "Réseaux sociaux" de l’Association Française de Sociologie.
- Membre active du GdR « Analyse de réseaux en Sciences humaines et sociales »[5]
- Membre du Conseil d’animation scientifique de l’Institut Méditerranéen de Recherche avancée (IMéRA) [6]
- Membre du comité de rédaction de la revue Sociologie
- Membre (élue) du conseil scientifique de l’ED 355 Espaces Cultures Sociétés, Aix Marseille Université [7]

## Sélection de publications

### Livres
- Claire Bidart, L'amitié, un lien social, La Découverte, 1997, 402 p. (lire en ligne)
- Claire Bidart (dir.), 2006, Devenir adulte aujourd'hui : perspectives internationales, INJEP, Collection « Débats-Jeunesse », L'Harmattan, 402 pages.
- Marc Bessin, Claire Bidart, Michel Grossetti (dir.), 2010, Bifurcations. Les sciences sociales face aux ruptures et à l’événement, La Découverte, coll. Recherches, 397 pages.
- Claire Bidart, Alain Degenne, Michel Grossetti, 2011, La vie en réseau : dynamique des relations sociales, Presses Universitaires de France, Collection « Le lien social », 368 pages.

### Articles
- Claire Bidart, Daniel Lavenu, 2005, « Evolutions of personal networks and life events », Social Networks, vol. 27, n°4, pp. 359–376.
- Claire Bidart, Alain Degenne, 2005, « Introduction : the dynamics of personal networks », Social Networks, vol. 27, n°4, pp. 283–287.
- Claire Bidart, 2005, « Les temps de la vie et les cheminements vers l'âge adulte », Lien Social et Politiques, n°54, pp. 51–63.
- Claire Bidart, Alain Degenne, 2006, « Crises, décisions et temporalités : autour des bifurcations biographiques », Cahiers internationaux de sociologie, Trajectoires sociales et bifurcations, n° 120, pp. 29–57.
- Claire Bidart, Anne Pellissier, 2007, « Entre parents et enfants : liens et relations à l'épreuve du cheminement vers la vie adulte », Social Networks, n°90, pp. 29–39.
- Claire Bidart, 2008, « Dynamiques des réseaux personnels et processus de socialisation : évolutions et influences des entourages lors des transitions vers la vie adulte », Revue française de sociologie, vol. 49, pp. 559–583.
- Claire Bidart, 2009,  « En búsqueda del contenido de las redes sociales: los "móviles" de las relaciones », REDES : Revista Hispana para el Análisis de Redes Sociales, vol.16, n° 7, pp. 178-202.
- Claire Bidart, 2009, « Estudiar las redes sociales : aportes y perspectivas para las ciencias sociales », Miriada - Investigacion en ciencias sociales, vol. 2, n° 3, pp. 199-211.
- Claire Bidart, 2010, « Les âges de l'amitié : cours de la vie et formes de la socialisation », Transversalités, n°113, pp. 65-81.
- Claire Bidart, Johanne Charbonneau, 2011, « How to Generate Personal Networks : Issues and Tools for a Sociological Perspective », Field Methods, vol. 23, n°3, pp. 266-286.
- Claire Bidart, Longo Maria Eugenia, Mendez Ariel, 2013, « Time and process : an operational framework for processual analysis », European Sociological Review, vol. 29, n°4, pp. 743-751.
- Claire Bidart, Patrice Cacciuttolo, 2013, « Combining qualitative, quantitative and structural dimensions in a longitudinal perspective. The case of network influence », Quality & Quantity, vol. 47, n°5, pp. 2495-2515.
- Claire Bidart, 2013, « What does time imply? Contributions of longitudinal methods to the analysis of the life course », Time and Society, vol. 22, n°2, pp. 254-273.
- Claire Bidart, Catherine Gosselin, « Rythmes sociaux et interférences temporelles - Exploration de séquences biographiques de calendriers et de récits », Bulletin de Méthodologie Sociologique (BMS), vol. 124, n°1, pp. 34-52.
- Claire Bidart, Cathel Kornig, 2017, « Facebook pour quels liens ? Les relations des quadragénaires sur Facebook », Sociologie, vol. 8, n°1, pp. 83-100.
- Claire Bidart, Alain Degenne, Michel Grossetti, 2018, « Personal networks typologies: A structural approach », Social Networks, n°54, pp. 1–11.
- Claire Bidart, 2018, « Partager son réseau. Processus de positionnement du conjoint dans les réseaux personnels », Temporalités : revues de sciences sociales et Humaines, vol. 27.
- Claire Bidart, Michel Grossetti, 2018, « Introduction : les temporalités entrecroisées des réseaux sociaux », Temporalités : revues de sciences sociales et Humaines, vol. 27.
- Claire Bidart, 2019, « How plans change : anticipation, interferences and unpredictabilities », Advances in Life Course Research, vol.41.